# Friedrich Julius Heinrich von Soden
Pour les articles homonymes, voir von Soden.
Le comte Friedrich Julius Heinrich von Soden auf Sassanfahrt (Frédéric-Jules-Henri de Soden), né le 4 décembre 1754 à Ansbach, mort le 13 juillet 1831 à Nuremberg, est un fonctionnaire, essayiste, dramaturge et directeur de théâtre allemand.

## Biographie
Nanti à sa naissance du titre de baron, il étudie le droit à Erlangen, Iéna et Altdorf. Puis il devient l'un des principaux fonctionnaires d'Ansbach-Bayreuth (1774-1792) et de Prusse (1792-1796). Il est d'abord nommé conseiller privé de régence par la maison de Brandebourg. En 1790, il est élevé au titre de comte impérial. Il réside alors à Nuremberg en qualité d’ambassadeur de Prusse. Près le Cercle de Franconie.
Par la suite, il mène une existence de savant, prenant position sur de nombreuses questions politiques et économiques. Il publie un important ouvrage de droit  Esprit des lois pénales en 3 volumes. En 1824, il devient membre honoraire de l'Académie des sciences et humanités de Bavière. Par ailleurs, il occupe les fonctions de représentant à l'assemblée des États de Bavière de 1825 à 1827.
En 1802, il fonde à Bamberg un théâtre, dont il tente d'assurer tant bien que mal la direction jusqu'en 1810, quand il la cède à l'acteur Franz von Holbein et le docteur Adalbert Friedrich Marcus. C'est ainsi qu'il engage en 1808 Ernst Theodor Amadeus Hoffmann, à qui il écrit plusieurs livrets d'opéra.
A 71 ans il est nommé député à la deuxième chambre du royaume de Bavière.
Il meurt le 13 juillet 1831 à Nuremberg.
Auteur aussi prolifique que versatile, il est l'auteur d'histoires (par exemple Franz von Sickingen, en 1808) et d'un grand nombre d'œuvres dramatiques, comme Inez de Castro (1784), Anna Boley (1794), Doktor Faust, ein Volksschauspiel (1797) et Virginia (1805), mais aussi de traductions (Lope de Vega, Cervantes) et d'un ouvrage d'économie politique en neuf volumes.